# 莫里茨·洛维

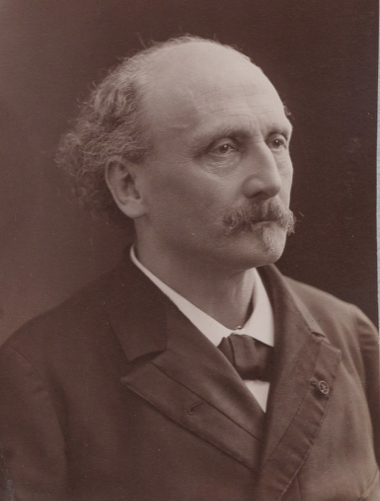
莫里茨·洛维

莫里茨·洛维（法語：Moritz Loewy，1833年4月15日—1907年10月15日），是一位法国犹太裔天文学家。

## 生平
洛维于1833年4月15日出生在玛丽亚温泉市(现捷克共和国)，1841年他的犹太父母为逃避反犹迫害从家乡迁至维也纳。后来洛维作为一名助理进入维也纳天文台，主要从事研究天体力学。由于奥匈帝国机构禁止提拨没放弃原信仰并改信天主教的犹太人，1860年，该天文台台长卡尔·路德维希·冯·利特罗夫将他推荐给巴黎天文台台长于尔班·勒威耶，到达法国后，洛维于1863年加入了法国籍。
洛维曾研究过小行星和彗星轨道并对地球经度进行过测量，他改善了《天文星历表》(Connaissance des Temps)的精度，还致力于光学和光行差校正的研究。
1872年他被选入法国经度局，并在1873年当选法国科学院院士。
1896年，洛维被任命为巴黎天文台台长，他对该机构进行了重组，并新组建了一个物理天文学部。1910年他发表出版了与皮埃尔·皮瑟用10年时间完成的一套由1万幅照片组成的《月球摄影地图集》(L’Atlas photographique de la Lune)，该著作成为半个多世纪来月球地理的权威理论。他还积极参与天图成像项目。月球上的洛威陨石坑以及小行星253 梅西尔德就是分别以他和他妻子的名字命名的。
1907年10月15日，他在巴黎政府会议期间，因突发心脏停博而去世。

## 荣誉
- 1889年被授予英国皇家天文学会金质奖章

## 备注
1. ↑  According to investigations by Anneliese Schnell (Maurice Loewy and the equatorial Coudé in Vienna,Astronomische Nachrichten, Vol. 330, Issue 6, p. 552-554  （页面存档备份，存于）), he was born in Vienna, because this city is, e.g., given in a French translation of his birth certificate. Vienna as his birthplace is also given in the obituaries, in most of the large encyclopedias, and in other sources. Some sources indicate, obviously wrongly, Bratislava or Mariánské Lázne as his place of birth.